# أيه كيه-47
كلاشنكوف أو AK-47 (أفتومات كالاشنيكوفا 1947، بالروسية: Автомат Калашникова образца 1947 года) هو رشاش هجومي  صممه السوفييتي ميخائيل كلاشنكوف أثناء إقامته في المستشفى خلال الحرب العالمية الثانية سنة 1941 حيث قام بدراسة عدة تصاميم أسلحة وانتهى إلى وضع تصميم لبندقية آلية مشتقة من بندقية استعملها الألمان في الحرب (وهي بندقية سترمجيفير 44)، وجربت بندقية كلاشنكوف لأول مرة من قبل الجيش الاحمر السوفييتي في عام 1947، وفي عام 1950 أنتج بكميات كبيرة في مصنع IZH ليدخل السلاح في عام 1955 للخدمة في الجيش الاحمر السوفييتي كسلاح فردي رئيسي، وقد قامت عدد من الدول خاصة ما كان يسمى بدول المعسكر الشرقي بصناعة بندقية كلاشنكوف، ومن هذه الدول:السودان، كينيا، الصين، كوريا الشمالية، بلغاريا، ألمانيا الشرقية، رومانيا، بولندا،يوغسلافيا،الجزائر،العراق، مصر، سوريا.
وتستخدم بندقية كلاشنكوف في أكثر من 40 جيشاً حول العالم، وتعتبر هذه البندقية المفضلة لدى الحركات الثورية والتحررية لسهولة استخدامها وفاعليتها الكبيرة أثناء القتال وقلة أعطالها.
وفي العام 1959 تم تطوير (AK-47) إلى (AKM)، لتكون الأخيرة ذات وزن أخف ومدى أبعد وأكثر كفاءة وأبسط وأرخص من الأولى.
وتوجد عدة نماذج لهذا السلاح بعيارات وأحجام مختلفة لكنها تعمل بنفس الميكانيكية. وتوجد العشرات من الأسلحة التي يطلق عليها مشتقات الكلاشنكوف، مثل: أي كيه أم (AKM) وأي كيه-12(ِِAK-12)، وأي كيه 74 (AK-74)، و أي كيه 103(AK-103)، وأي كيه-9 (AK-9)

## تاريخ الكلاشنكوف
صممت البندقية كلاشنكوف على يد مصمم السلاح الروسي ميخائيل كلاشنكوف حيث كانت تنظم مسابقات في عهد الاتحاد السوفيتي السابق لمصممين البنادق الجديدة. استغرق تصميم بندقية AK-47 سنوات من التطوير في الفترة بين نهاية الحرب العالمية الثانية حتى قبول التصميم النهائي عام 1949 وبدأ استخدام البندقية فعلياً في القوات المسلحة السوفيتية.

## مواصفات السلاح
- عيار الطلقة: 7.62 × 39 ملم. (النسخة التقليدية منه)
- المدى: 750 (أي كيه 47 التقليدي موضوع هذه المقالة) أو 1000 (أي كيه أم)
- الطول: (أي كيه 47 التقليدي): 869 ملم. (أي كيه أم) : 876 ملم، 1020 مع الحربة في المقدمة،
- الوزن: (أي كيه 47 التقليدي): 4.3 كلجم (أي كيه أم): 3.15 كلجم فارغة، 3.68 جاهزة.
- وزن الحربة مع الغلاف: 450 جرام.
- وزن المخزن فارغ: 322 جرام.
- وزن الرصاصة مع الظرف الفارغ: 16.2 جرام.
- وزن الرصاصة وحدها: 7.60 جرام.
- أقصى ضغط على حجرة الانفجار (بيت النار): 2850 كلجم/سم².
- عدد الخطوط الحلزونية في السبطانة: 4 خطوط.
- طول موجة الخط الحلزوني: 235 ملم.
- السرعة الابتدائية للطلقة: 715 م/ث.
- قوة الزناد عند سحبه: 2.750 كلم
- التبريد: بالهواء.
- التغذية: مخزن سعة 30 طلقة، مع إمكانية تركيب مخزن سعة 40 طلقة أو مخزن سعته 75 طلقة الخاص بسلاح RPK.
- معدل الرماية النظري: 650 طلقة في الدقيقة.
- معدل الرماية العملي: 100 طلقة في الدقيقة آلي، و 40 طلقة في الدقيقة نصف آلي.
- نظام التلقييم: بالغاز.
- نوع الأخمص: خشبي ثابت أو قابل للطي، معدني قابل للطي.
- يتوفر أيضا بمنظار رؤية تقريبي

## الدول المستخدمة
- أفغانستان[2]
- ألبانيا[3]
- الجزائر[3]
- أنغولا[3]
- أرمينيا[3]
- أذربيجان[3][4]
- بنغلاديش[3]
- بيلاروس[3]
- بنين[3]
- البوسنة والهرسك[3]
- بوتسوانا[3]
- البرازيل[بحاجة لمصدر]
- بلغاريا[3]
- كمبوديا[3]
- الرأس الأخضر[3]
- جمهورية إفريقيا الوسطى[3]
- تشاد[3]
- تشيلي[5]
- الصين[6]
- جزر القمر[3]
- الكونغو[3]
- جمهورية الكونغو الديمقراطية[3]
- كوبا[3]
- مصر[3]
- إرتريا[3]
- إثيوبيا[3]
- فنلندا.
- الغابون[3]
- جورجيا:[3][7]
- ألمانيا الشرقية
- اليونان[8][9]
- غينيا[3]
- اليمن[3]
- غينيا الاستوائية[3]
- غينيا بيساو[3]
- غيانا[3]
- المجر[3]
- الهند:[3][10]
- إيران[3]
- العراق[2][3]
- إسرائيل:[3]
- كازاخستان[3]
- كينيا[بحاجة لمصدر]
- كوريا الشمالية[3]
- لاوس[3]
- ليسوتو[3]
- ليبيريا[3]
- ليبيا[3]
- مقدونيا[3][11]
- مدغشقر[3]
- مالي[3]
- مالطا[3]
- المكسيك[3]
- مولدوفا[3]
- منغوليا[3]
- المغرب[3]
- موزمبيق[3]
- ناميبيا[3]
- باكستان[3]
- موريتانيا[3]
- فلسطين[12]
- بيرو[3]
- الفلبين[13]
- بولندا
- قطر[3]
- رومانيا[3]
- روسيا.
- الجمهورية العربية الصحراوية الديمقراطية[14]
- ساو تومي وبرينسيب[3]
- صربيا[3]
- سيشل[3]
- سيراليون[3]
- سلوفينيا[3]
- الصومال[3]
- جنوب إفريقيا[بحاجة لمصدر]
- الاتحاد السوفيتي
- سريلانكا[3]
- السودان[3]
- جنوب السودان[بحاجة لمصدر]
- سورينام[3]
- سوريا[3]
- طاجيكستان[3]
- تنزانيا[3]
- توغو[3]
- تونس (الفيلق الأول والثاني الترابي الصحراوي)[15]
- تركيا[3]
- تركمانستان[3]
- أوغندا[3]
- أوكرانيا[3]
- الإمارات العربية المتحدة[3]
- أوزبكستان[3]
- فيتنام[6]
- اليمن[3]
- يوغوسلافيا
- زامبيا[3]
- زيمبابوي[3]

## معرض صور

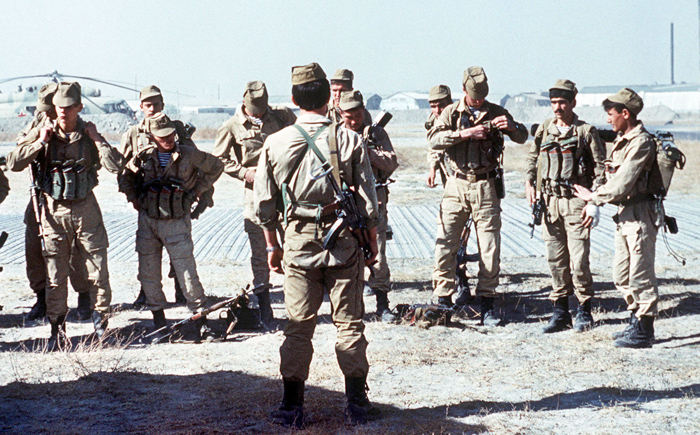
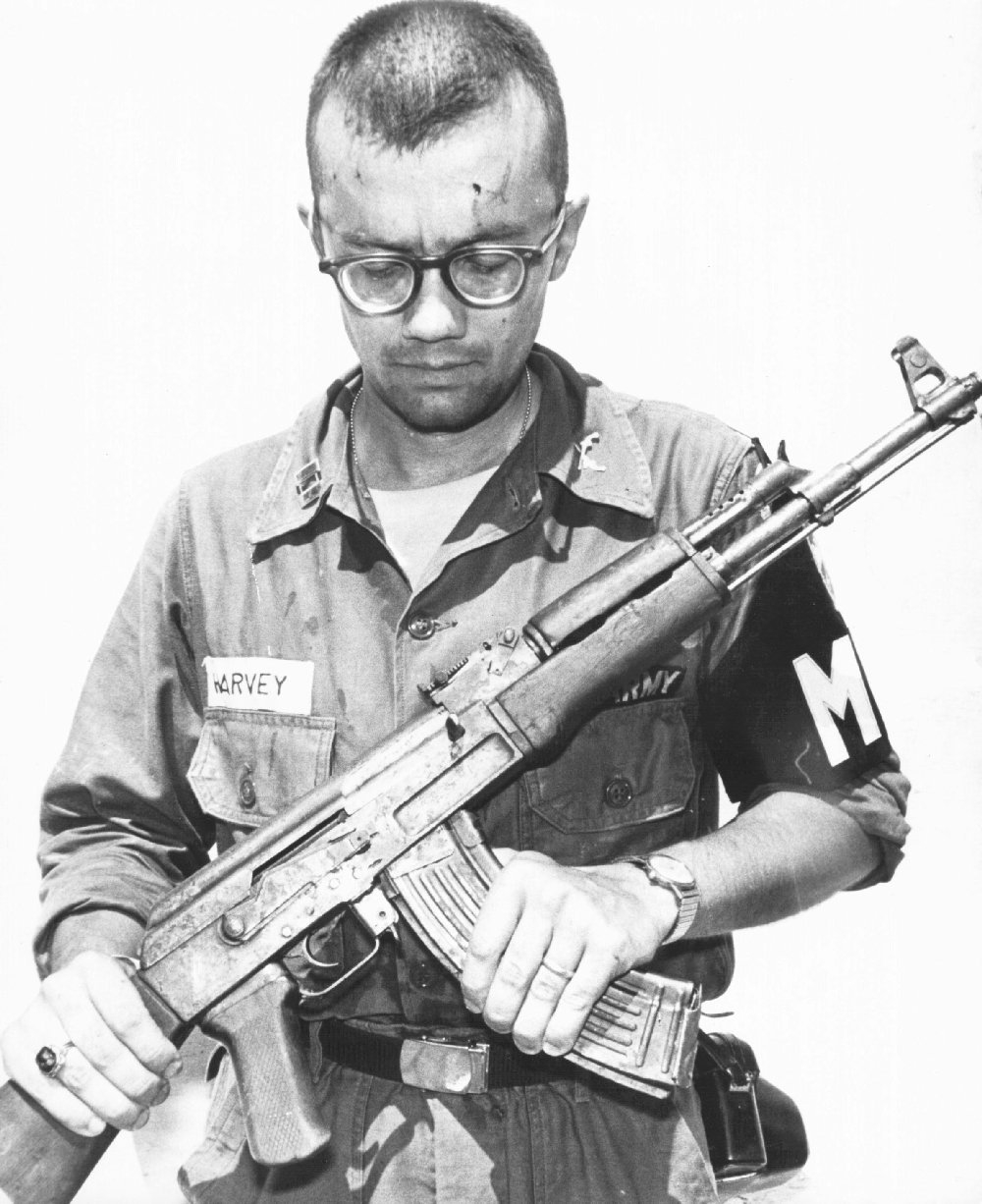
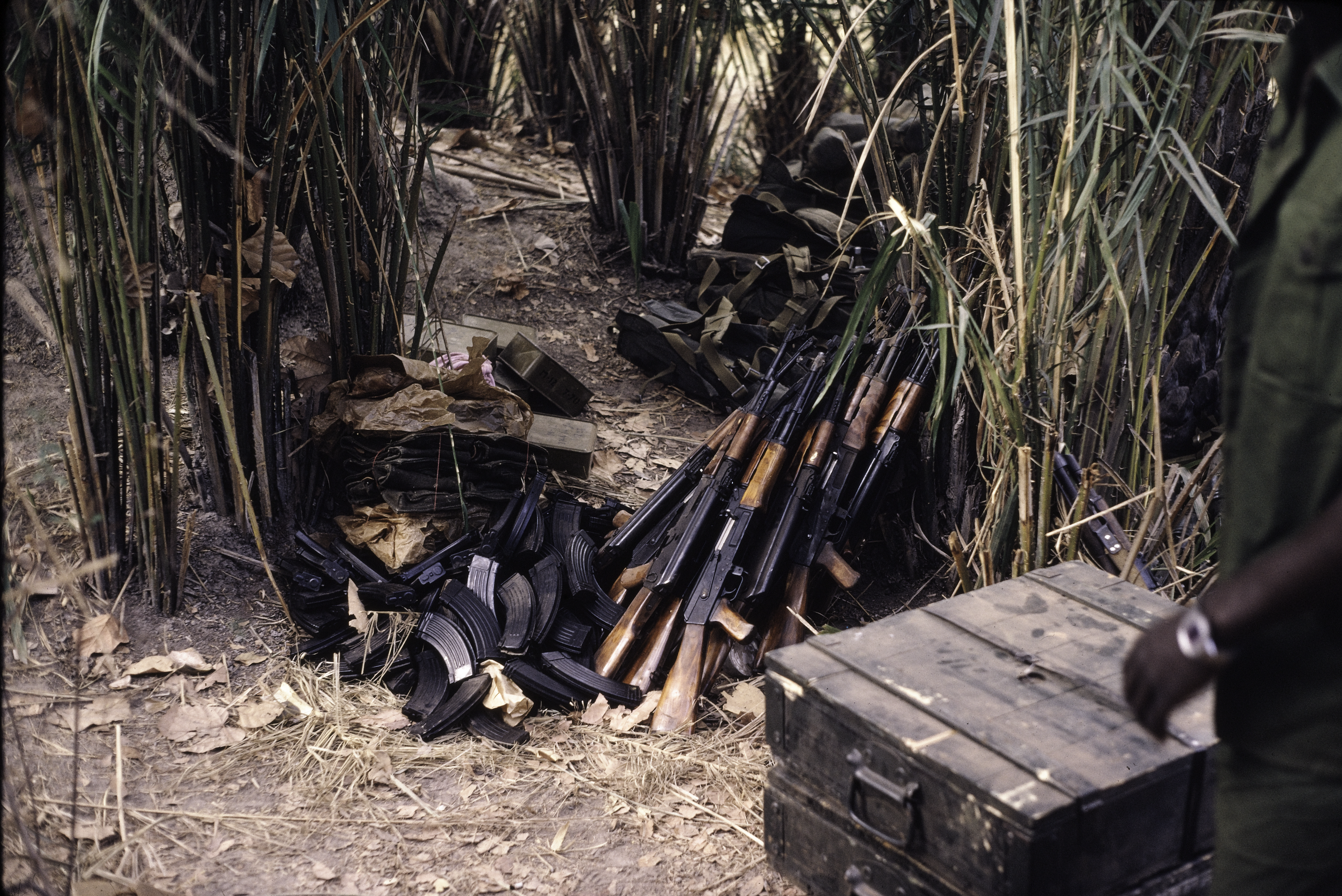
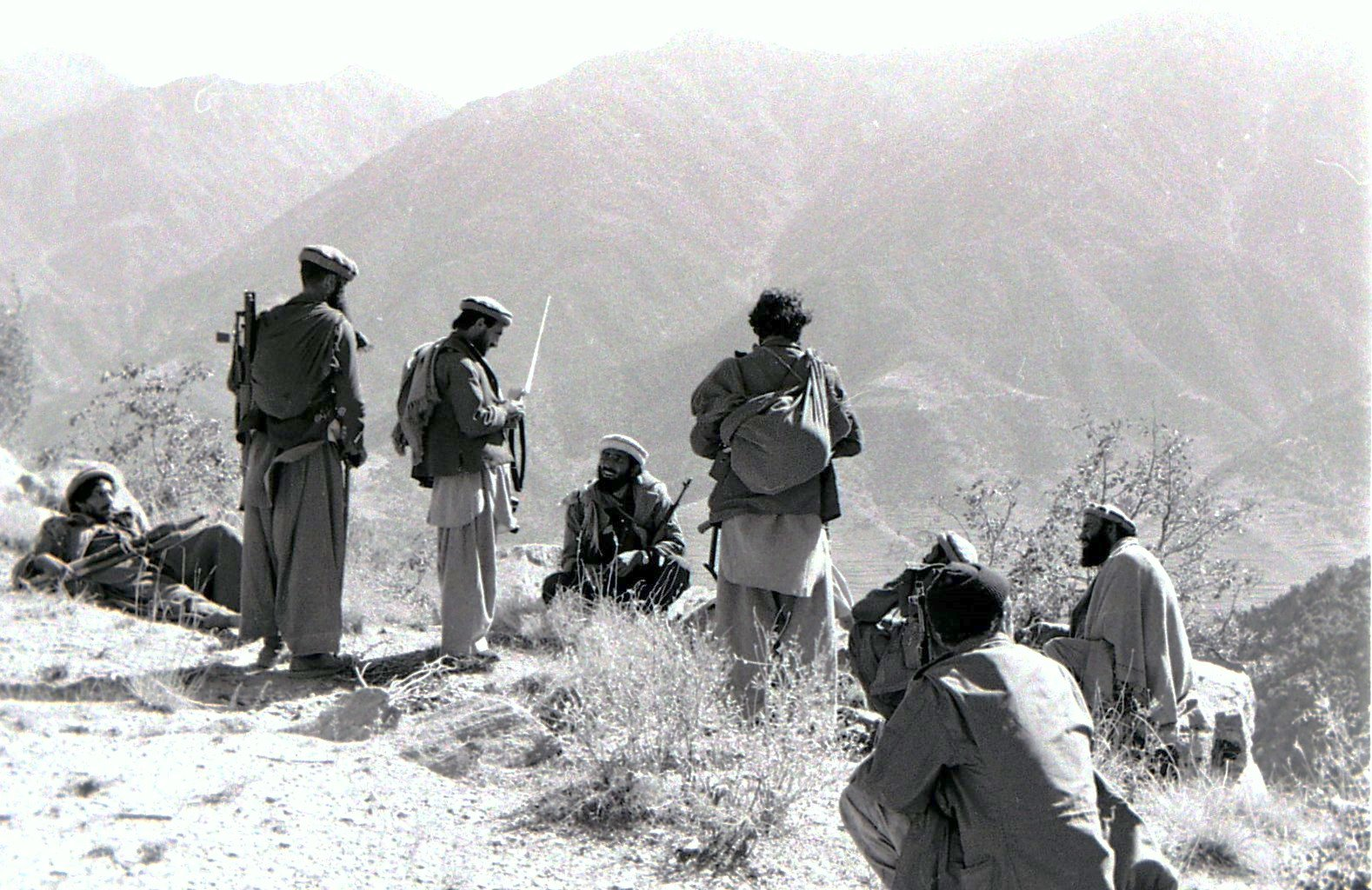

## روابط خارجية
- الموقع الرسمي للمصنع (بالإنجليزية)
- موقع أسلحة كلاشنكوف (بالإنجليزية)
- كيفية عمل السلاح (فيديو) على يوتيوب